# Hack
För andra betydelser, se Hack (olika betydelser).

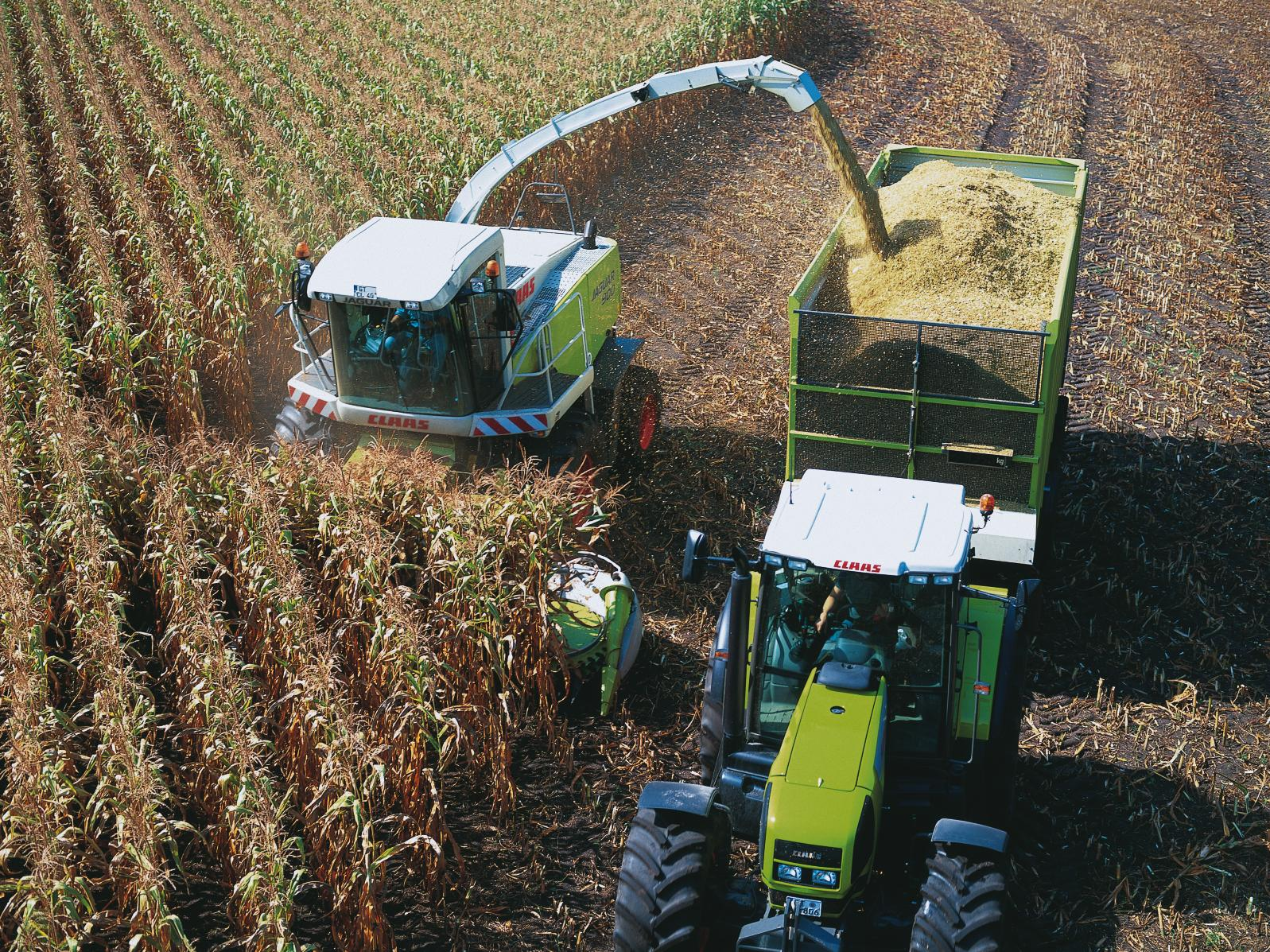
Fälthack i ett majsfält

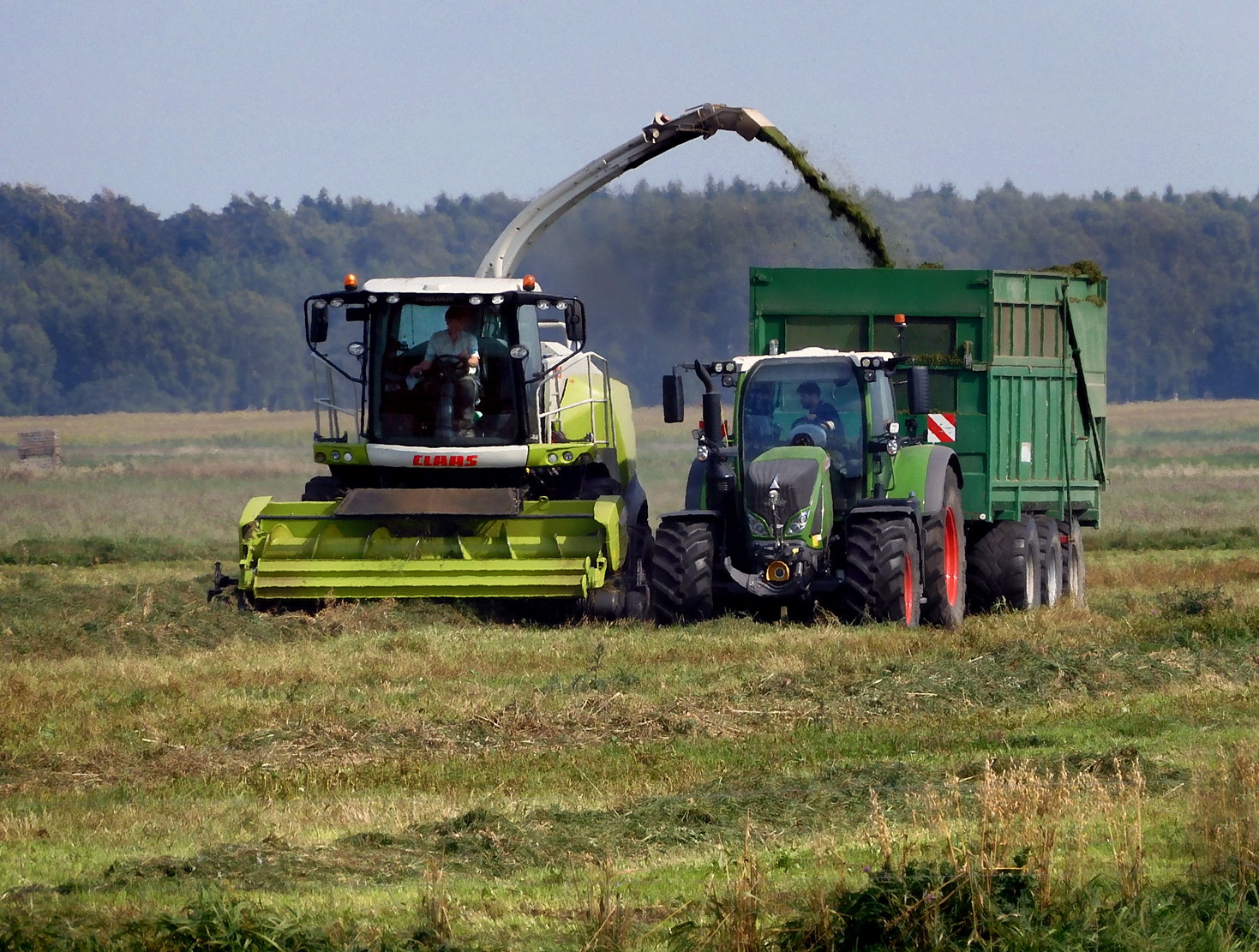
En fälthack och fältvagn på Öja mosse i Ystad 2021.

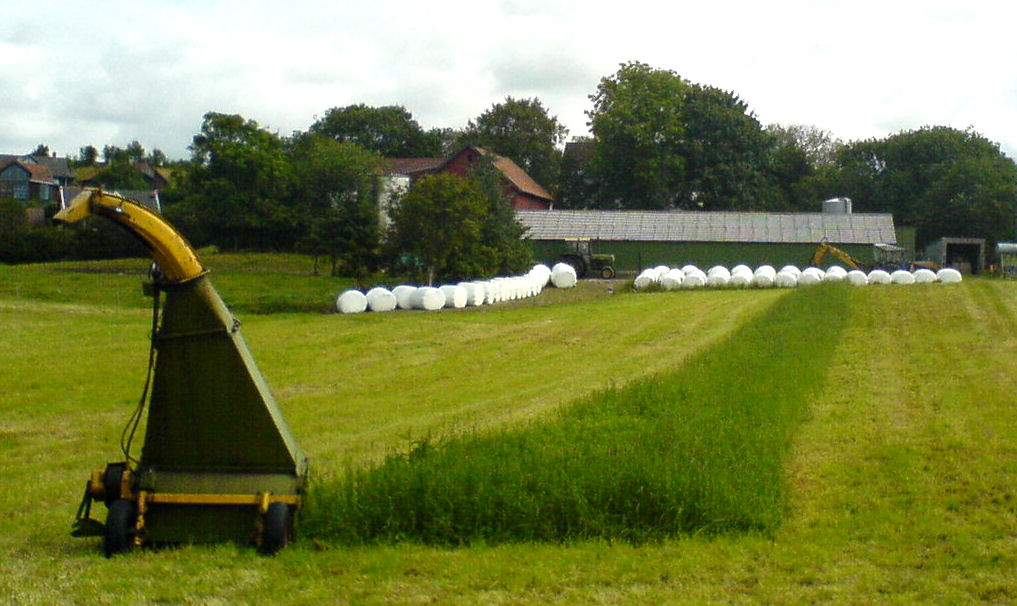
Äldre direktslående traktordragen slaghack

En hack är en typ av jordbruksredskap som används för att fint sönderdela, hacka, olika grödor för att underlätta ensilering av dem. Det är vanligen grönmassa bestående av olika vallväxter som hackas, men det förekommer att majs och grönfoder också hackas.
En hack har ett skärbord som klipper av grödan, eller numera vanligen, en pick-up som plockar upp den med slåtterkross  stränglagda grödan som därigenom förtorkat, från marken och en mekanism som hackar sönder den med sådan kraft att grönmassan blåses ut genom ett torn ner i en efterföljande vagn.

## Olika typer av hackar
En tidig hacktyp var så kallade slaghackar som med hjälp av slagor monterade på en vals mer slog sönder än hackade grönmassan. Numera används exakthackar som ger en mycket jämnare hackelselängd. Exakthackar har ett system av valsar som pressar fram en tunn ström av grönmassa mot en hastigt roterande knivförsedd trumma. En nackdel med exakthackar är att knivtrumman är känslig för massiva främmande föremål i grönmassan.
Självgående hackar har mycket hög kapacitet men är ovanliga i Sverige. De vanligaste hackapplikationerna här är dels traktorbogserade fälthackar, dels så kallade hackvagnar som i princip är en fälthack som byggts ihop med någon typ av vagn som grönmassan blåses ner i. Det hackade materialet lastas av genom att vagnen tippas eller töms medelst bottenmatta.
För att hålla igång en maskinkedja med en fälthack krävs, utöver personal för hackning och packning, åtminstone två personer som kör vagnar i skytteltrafik mellan hack och silo.
Stationärt monterade hackar med stor kastförmåga, så kallade hackfläktar, används vid inläggning av grönmassa som skördats med självlastarvagn i tornsilo.

## Slaghack
Slaghack är ett jordbruksredskap som används för att hacka sönder gräs och även andra grödor som spannmål och baljväxter, främst vid ensilageproduktion. Tidigare var det vanligt att man körde slaghacken direkt i det växande gräset men följden av det blir ett onödigt blött ensilage som när det läggs upp på hög kommer att läcka stora mängder pressvatten.
Nu är det normala att först slå gräset med en vanlig slåttermaskin och låta det torka på marken cirka en dag. Målet är att inget pressvatten alls ska läcka ut, eftersom det också innebär näringsförlust, men det får inte heller bli för torrt så att det blir svårt för ensilaget att bli tillräckligt packat och lufttätt.